# 마쓰무라 고키
마쓰무라 고키(일본어: 松村 航希, 1996년 5월 24일~)는 일본의 축구 선수이다.

## 구단 경력
그는 2019년 J3리그의 후지에다 MYFC에 입단했다. 2021년 리그 데뷔, 2022년까지 46경기에 출전하여, 3득점을 넣었다. 2023년 YSCC 요코하마로 이적했다. 2025년 일본 풋볼 리그의 이와테 그루자 모리오카로 이적했다.